# 사랑이라 부를 수 있을까 (CLASS:y의 노래)
"사랑이라 부를 수 있을까"는 프로젝트 리본에서 진행한 여름방학 프로젝트의 네 번째 디지털 싱글이다. 1993년 발표된 인공위성 정규 1집 대표곡을 M25 소속 걸 그룹 클라씨가 리메이크했으며 2022년 9월 25일 온라인 음원사이트에 발매했다.
9월 17일 리메이크 및 음원 발매일이 처음 알려졌으며 프로미스나인, 엔믹스, 오마이걸 반하나에 이어 여름방학 프로젝트에 참여한 네 번째 그룹이 되었다. 뉴 잭 스윙을 기반으로 드럼 라인과 베이스라인을 더한 것이 리메이크곡의 특징이다. 9월 16일·19일에 티저 영상이, 9월 25일 뮤직비디오가 공개되었다.

## 수록곡
| #            | 제목                                | 작사         | 작곡         | 편곡             | 재생 시간 |
| ------------ | ----------------------------------- | ------------ | ------------ | ---------------- | --------- |
| 1.           | 〈사랑이라 부를 수 있을까〉         | 김영식       | 김영식       | KZ, 김태영, HOFF | 3:13      |
| 2.           | 〈사랑이라 부를 수 있을까 (Inst.)〉 | 김영식       | 김영식       | KZ, 김태영, HOFF | 3:13      |
| 총 재생 시간 | 총 재생 시간                        | 총 재생 시간 | 총 재생 시간 | 총 재생 시간     | 6:26      |

## 관련 영상

### 티저
| 연도 | 날짜     | 영상         |
| ---- | -------- | ------------ |
| 2022 | 9월 16일 | 첫 번째 티저 |
| 2022 | 9월 19일 | 두 번째 티저 |

### 뮤직비디오
| 연도 | 날짜     | 영상                        |
| ---- | -------- | --------------------------- |
| 2022 | 9월 25일 | 〈사랑이라 부를 수 있을까〉 |

## 같이 보기
- 사랑이라 부를 수 있을까 (인공위성의 음반) : 인공위성 정규 1집

| 클라씨의 음반       |                                           |               |
| 일본 싱글 1집       | 1번째 디지털 싱글 사랑이라 부를 수 있을까 | 미니 앨범 2집 |
| SHUT DOWN -JP Ver.- | 1번째 디지털 싱글 사랑이라 부를 수 있을까 | Day&Night     |
|                     |                                           |               |
|                     |                                           |               |